# Azelota pilipes
Azelota pilipes är en insektsart som först beskrevs av Walker, F. 1870.  Azelota pilipes ingår i släktet Azelota och familjen gräshoppor. Inga underarter finns listade i Catalogue of Life.